# Educazione di Maria

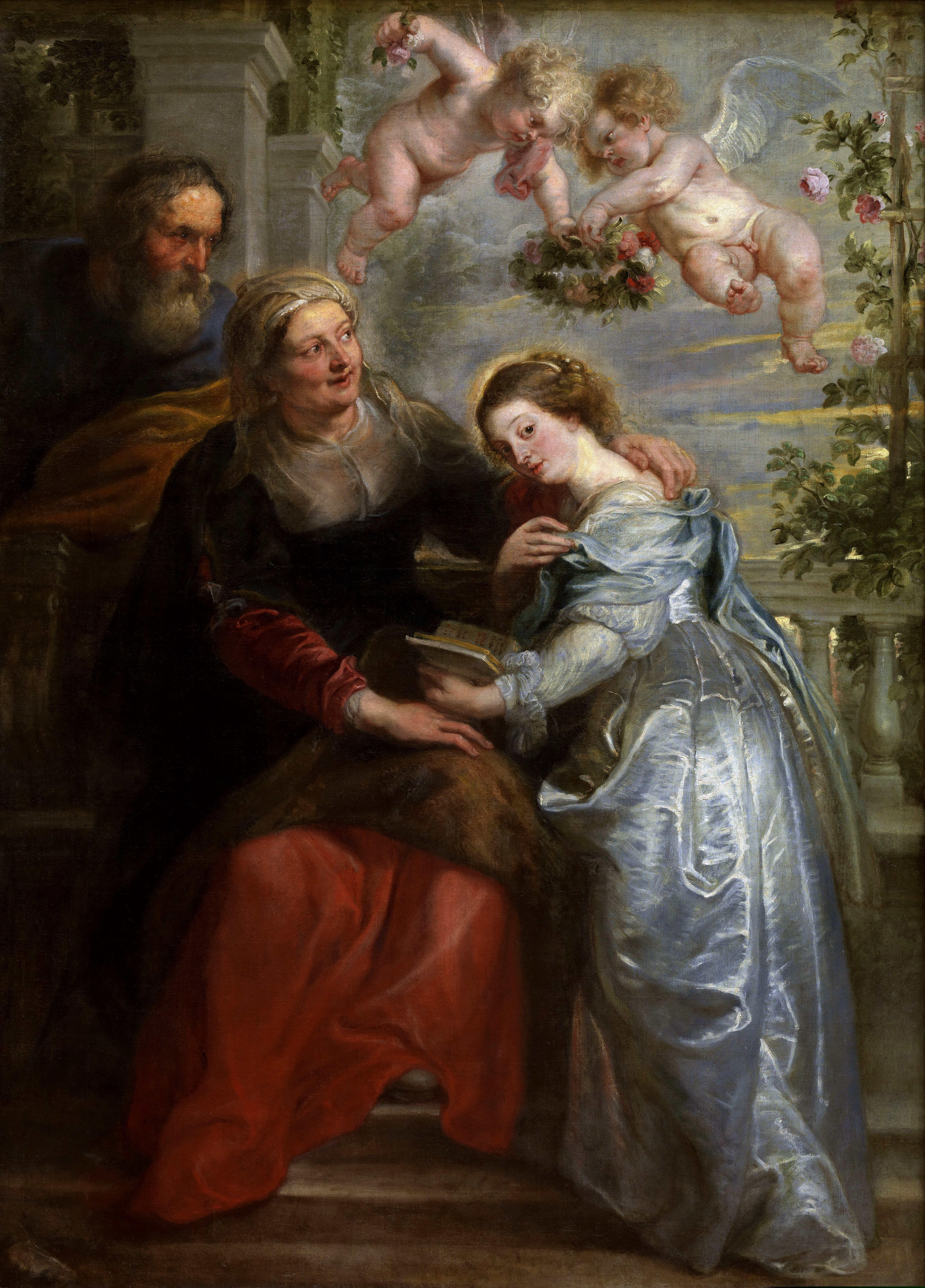
Educazione della Vergine, di Peter Paul Rubens

L'educazione di Maria, o educazione della Vergine, è un tema artistico religioso in cui Maria, madre di Gesù, viene rappresentata in giovane età assieme a sua madre Anna, che le sta insegnando a leggere; alle volte è presente anche suo padre Gioacchino.
Questa rappresentazione, relativamente rara nell'iconografia mariana, è tratta da racconti dell'infanzia di Maria tramandati dai vangeli apocrifi, come il vangelo dello pseudo-Matteo o il protovangelo di Giacomo; quasi assente nell'arte medievale, il tema dell'educazione di Maria guadagna popolarità a partire dal Rinascimento, periodo in cui si diffonde il culto della stessa sant'Anna, ed è particolarmente frequente nell'arte barocca.